# Palác Hvězda (Praha)
Palác Hvězda je kancelářský a obchodní palác postavený v secesním stylu na Václavském náměstí, na adrese č. p. 793/36, 110 00 na Novém Městě, Praha 1. Budova se nedlouho po svém vzniku stala sídlem nakladatelství Melantrich. Během Sametové revoluce v listopadu a prosinci roku 1989 z balkonu budovy promlouvali k demonstrujícím představitelé Občanského fóra a další tehdejší osobnosti společenských změn.

## Historie

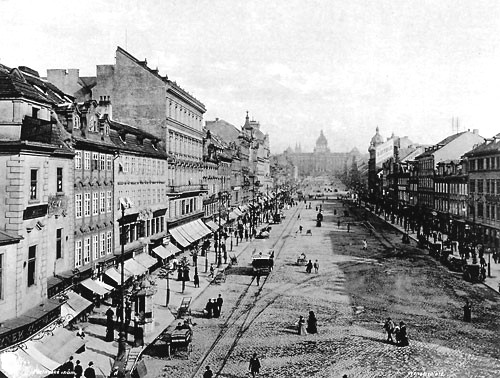
Václavské náměstí v posledních letech 19. století, na pravé straně patrný starý Vunšvický dům

Na původní parcele stál klasicistně přestavěný třípatrový Vunšvický dům. Roku 1910 byl odkoupen a bylo rozhodnuto o jeho demolici pro výstavbu nového domu, paláce Hvězda. Zadavatelem stavby byla Česká strana národně socialistická a nakladatelství Melantrich, pro které vypracoval návrh secesního paláce architekt Bedřich Bendelmayer. Výstavba probíhala současně s pracemi na stavbě sousedního paláce Lucerna stavebníkem Ing. Vácslavem Havlem, a posléze také sousedního paláce Rokoko, vznikajícího v letech 1912 až 1916.  
Nakladatelství v průběhu let komunistického režimu v Československu hrozil zánik, posléze se profilovalo na vydávání literatury, která se dostávala do konfliktu se státní mocí. I díky tomu  posloužil právě balkon Melantricha jako tribuna řečníků na demonstracích sametové revoluce v listopadu a prosinci roku 1989. K davu odsud s elektrickým ozvučením promlouvali například Václav Havel, Jiří Černý, Marta Kubišová, Jiří Bartoška, Václav Malý a mnozí další.    
Po roce 2000 byl ve spodních komerčních prostorách vybudována dvoupatrová budova britského obchodního řetězce Marks & Spencer.

## Popis
Šestipodlažní kancelářský a obchodní palác je vystavěn v secesním stylu. Zaujímá prostor parcely uprostřed bloku domu ohraničených Štěpánskou a Vodičkovou ulicí a svou výškou dorovnává sousední stavby Weihlova domu a paláce Rokoko. Architektonicky je zde patrný vliv Bendelmayerova pedagoga, vídeňského architekta a průkopníka secesní architektury Otto Wagnera.  Stavba je osově souměrná, krytá mohutnou sedlovou střechou s půdním prostorem, vysutý balkon leží na třetím podlaží. Fasáda je zdobena jednoduchou štukou a také sochařskými prvky, především v podobě balkonových podpěr. V úrovni pátého patra jsou pak umístěny čtyři secesní fresky od Vratislava Mayera. 

## Galerie

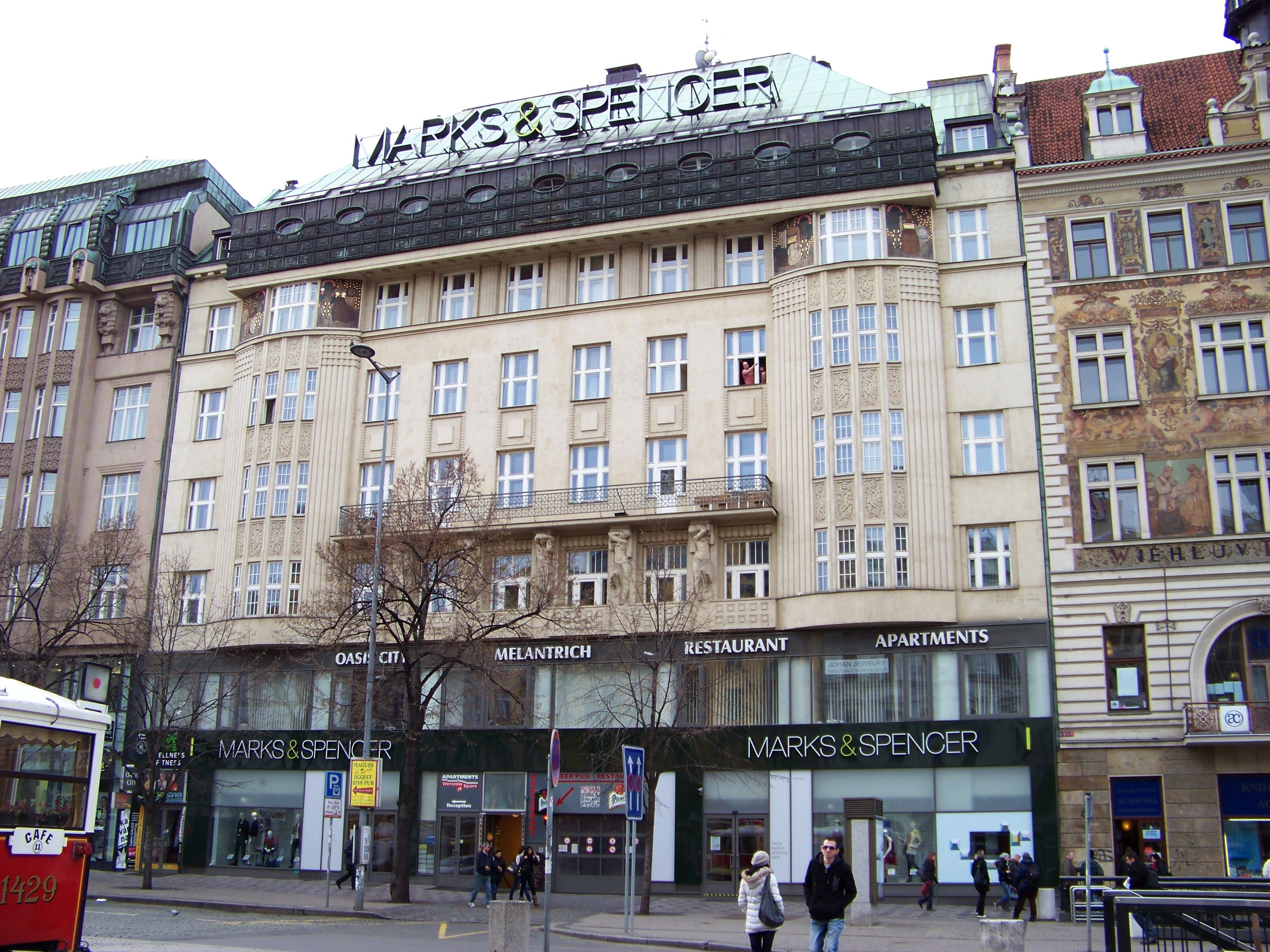
Pohled z náměstí
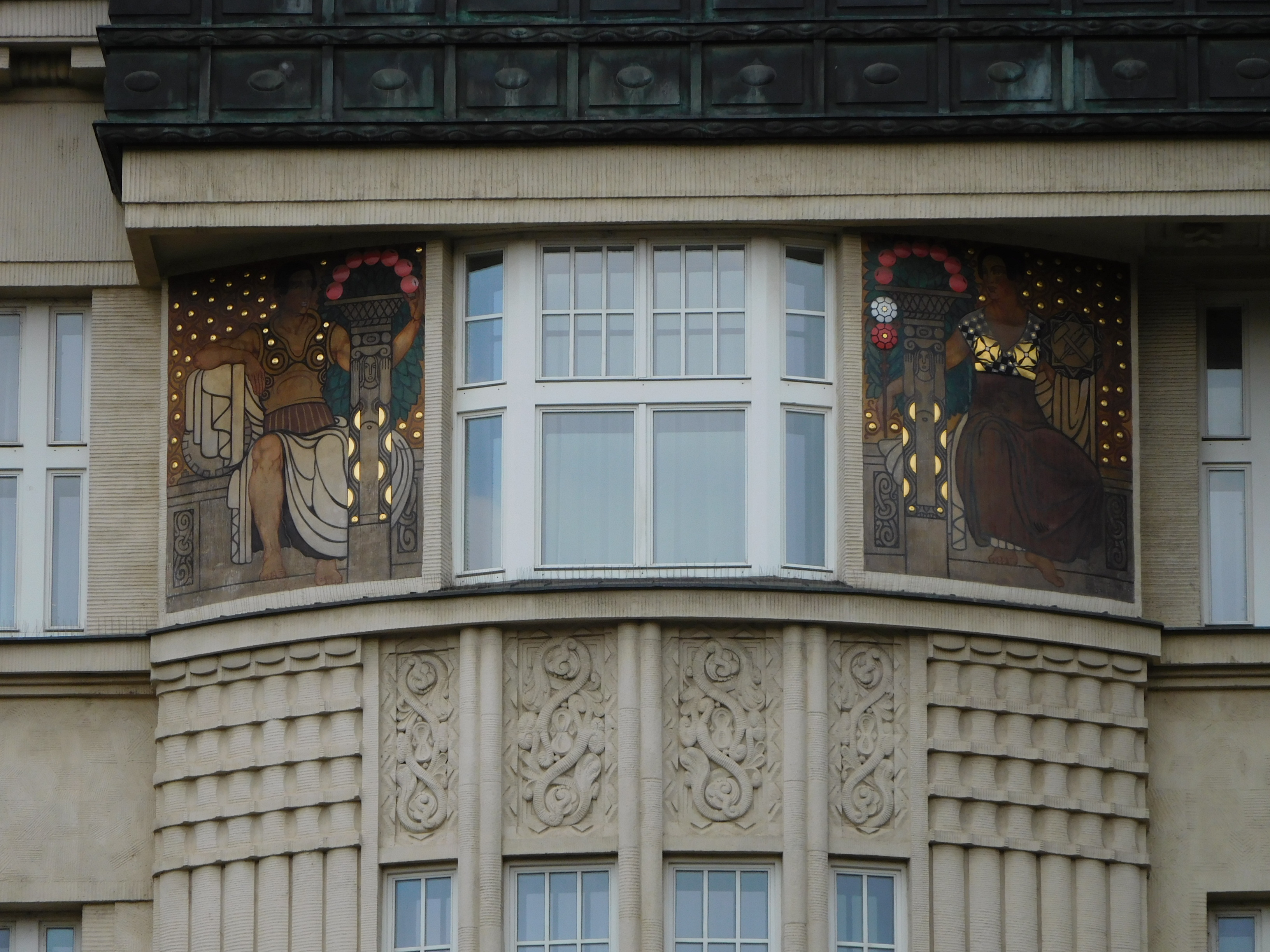
Secesní fresky Vratislava Mayera
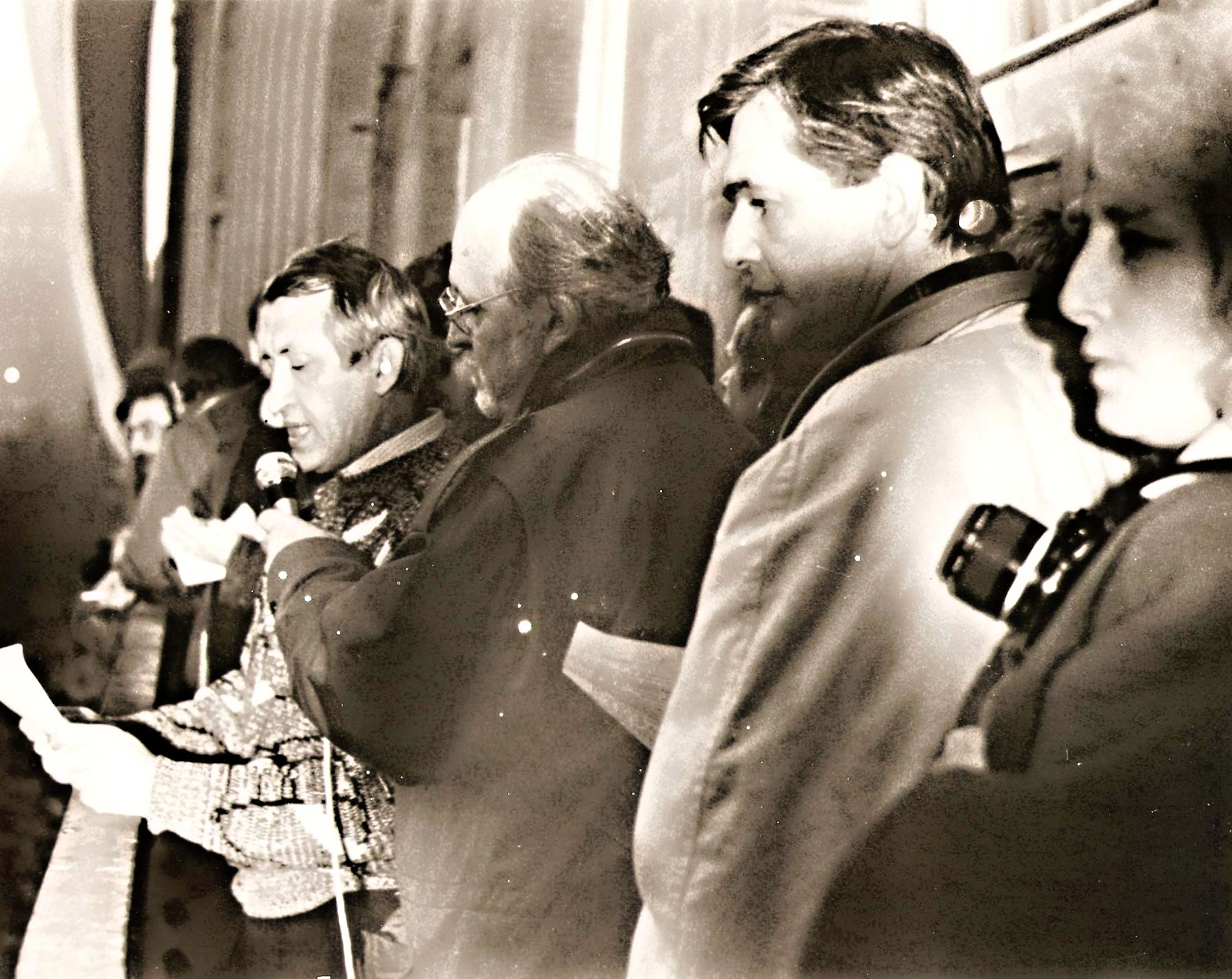
Balkon nakladatelství Melantrich během Sametové revoluce